# Bernd Kröplin
Bernd-Helmut Kröplin (* 11. November 1944 in Schleswig; † 1. Januar 2019) war ein deutscher Ingenieur.

## Leben
Nach einer Handwerkslehre als Maurer studierte Kröplin an der TU Braunschweig Bauingenieurwesen und wurde 1977 mit einer Arbeit über Elastoplastische Stabilität stählerner Brücken promoviert.
1979 erhielt Kröplin ein Heisenberg-Stipendium der DFG; 1982 wurde er in Dortmund zum Professor für „Anwendung numerischer Methoden“ berufen. Von 1988 bis 2010 leitete Kröplin das Institut für Statik und Dynamik der Luft- und Raumfahrtkonstruktionen der Universität Stuttgart. Ab 2001 war er Mitglied der Academia Europaea.
1999 erhielten er und drei Mitarbeiter den Körber-Preis für die Europäische Wissenschaft. Mit dem Preisgeld von 1,5 Millionen DM sollten 20.000 Meter hoch fliegende, stationär positionierte Höhenplattformen für die Telekommunikation entwickelt werden.
Er starb am Neujahrstag 2019.

## Wirken

### Cargolifter
Kröplin war von September 1996 bis März 2002 Aufsichtsrat der Cargolifter AG. Kurz vor der Insolvenzanmeldung wechselte er in den Vorstand, wo er hauptsächlich für die Technologieentwicklung zuständig werden sollte. Nach der Insolvenzanmeldung von CargoLifter schied er zum 24. Juli 2002 als Vorstand aus der Gesellschaft aus.

## Fachfremdes und nichtwissenschaftliches Wirken
Vor allem nach der Insolvenz der Cargolifter AG trat Kröplin durch Veröffentlichungen zu einem von ihm behaupteten „Gedächtnis des Wassers“ in Erscheinung. So leitete er eine Wanderausstellung Welt im Tropfen und veröffentlichte ein Buch dazu. Ähnliche Behauptungen hatte schon 1988 der französische Immunologe Jacques Benveniste aufgestellt; diese galten jedoch nach kurzer Zeit als widerlegt. Kröplin trat mehrfach mit dem Pfarrer und Fernsehmoderator Jürgen Fliege auf, in dessen Sendungen häufig esoterische Methoden und Produkte dargestellt wurden; u. a. im Oktober 2010 bei Flieges Bad Wörishofener Herbst. Ebenfalls trat er, u. a. am 17. Mai 2012, auf dem Deutschen Homöopathie-Kongress auf. Die Vorstellung der Informationsspeicherung in Wasser ist Grundlage für viele umstrittene, kommerzielle Produkte zur Herstellung von sogenanntem „Belebtem Wasser“.

## Schriften
- Welt im Tropfen – Gedächtnis und Gedankenformen im Wasser. GutesBuchVerlag, ISBN 3-930683-64-4.